# Zopiloapa
Zopiloapa är en ort i Mexiko.   Den ligger i kommunen Tamazunchale och delstaten San Luis Potosí, i den sydöstra delen av landet, 200 km norr om huvudstaden Mexico City. Zopiloapa ligger 533 meter över havet och antalet invånare är 141.
Terrängen runt Zopiloapa är kuperad åt nordost, men åt sydväst är den bergig. Terrängen runt Zopiloapa sluttar österut. Runt Zopiloapa är det ganska tätbefolkat, med 60 invånare per kvadratkilometer. Närmaste större samhälle är Tamazunchale, 9,6 km öster om Zopiloapa. I omgivningarna runt Zopiloapa växer i huvudsak städsegrön lövskog.